# Соколов, Борис Александрович (геолог)
Борис Александрович Соколов (30 декабря 1930, Москва — 12 января 2004, Москва) — учёный-геолог, специалист в области геологии и геохимии нефти и газа, декан Геологического факультета МГУ (1992—2004), член-корреспондент РАН (1997), лауреат премии имени И. М. Губкина (2004).

## Биография
Родился 30 декабря 1930 года в Москве.
В 1954 году — окончил геологический факультет МГУ.
С 1954 по 1964 годы — геолог, начальник отряда в Кавказской экспедиции геологического факультета МГУ (изучал геологию и нефтегазоносность Западной Грузии и смежных районов).
В 1962 году — защитил кандидатскую диссертацию, тема: «Перспективы нефтегазоносности меловых отложений Западной Грузии и смежных районов Краснодарского края».
С 1963 по 1966 годы — работал в Пакистане, техническим руководителем тематической партии и исполняющим обязанности главного геолога Корпорации по нефти и газу. В течение 2 лет изучал Сулейман-Киртарское складчатое сооружение и смежные районы Индостанской платформы, что позволило внести много нового в вопросы стратиграфии, тектоники, истории геологического развития и нефтегазоносности этого региона.
В 1978 году — защитил докторскую диссертацию, тема: «Эволюция осадочных бассейнов и её значение для оценки перспектив их нефтегазоносности».
В 1980 году — присвоено учёное звание профессора.
С 1992 года — заведующий кафедрой геологии и геохимии горючих ископаемых.
В 1992—2004 годах — декан геологического факультета МГУ.
В 1992 году был избран академиком Российской Академии естественных наук.
В 1997 году — избран членом-корреспондентом РАН.
Скончался 12 января 2004 года, похоронен в Москве на Востряковском кладбище.

## Научная и общественная деятельность
Специалист в области геологии и геохимии нефти и газа.
Область научных интересов: стратиграфия, литология, фациальный и формационный анализ, тектоника, история геологического развития, геологии и геохимии нефти и газа, методика поисков и разведки нефтегазовых месторождений, региональная геология континентов и океанического дна, методология и история науки, популяризация геологии.
Под руководством И. О. Брода изучал нефтегазоносные бассейны мира.
В 60-70 годах — работал над проблемой нефтегазоносности осадочных бассейнов, сформулировал понятие об очаге нефтегазообразования, положенное в основу историко-генетического метода оценки перспектив нефтегазоносности недр.
В последние годы работал над созданием общей теории нефтегазоносности недр, исходя из представлений об углеводородной сфере Земли и автоколебательном характере нефтегазообразования, происходящего в результате взаимодействия погружающихся слоев осадочных пород и поднимающихся потоков тепловой энергии.
Читал лекции на геологическом факультете МГУ: «Структурная геология и геокартирование», «Методика поисков и разведка месторождений нефти и газа», «Организация и планирование геологоразведочных работ», «Геология и нефтегазоносность Мирового океана» и «Геодинамика и нефтегазоносность». Принимал участие в проведении учебной геологической практики в Крыму.
Под его руководством защищено 28 кандидатских и 5 докторских диссертаций.
Опубликовал более 600 научных работ, в том числе свыше 20 монографий и брошюр.
Автор учебных пособий «Нефтегазоносные бассейны СССР» (соавт. А. М. Серёгин, Ю. К. Бурлин), «Методика поисков нефтяных и газовых месторождений в акваториях» (соавт. А. Г. Гайнанов, 1985), Структурные и историко-генетические построения при поисках нефти и газа (1991).

## Награды и премии
- Орден Почёта (1999).
- Премия имени И. М. Губкина (совместно с В. Е. Хаиным, за 2004 год, посмертно) — за серию работ «Создание эволюционно-геодинамической концепции флюидодинамической модели нефтеобразования и классификации нефтегазоносных бассейнов на геодинамической основе».
- Медаль «В ознаменование 100-летия со дня рождения Владимира Ильича Ленина» (1970).
- Медаль «За трудовую доблесть» (1971).
- Медаль «Ветеран труда» (1987).
- Почётный знак «За отличные успехи в области высшего образования СССР».
- Заслуженный деятель науки РСФСР (1991).
- Дипломы МОИП (1975, 1982).
- Серебряная медаль ВДHХ (1991).
- Заслуженный профессор МГУ.

## Членство в организациях
- Академик Международная академия наук высшей школы (1993), Международной нефтяной академии.
- Член МОИП. Член Научного совета РАH по проблемам геологии и геохимии нефти и газа (1970), член Межведомственного тектонического комитета (1980), член Национального комитета нефтяников (1975).
- Председатель УМО университетов России по университетскому геологическому образованию (1993).
- Член Ученого Совета МГУ (1992).
- Председатель (1992, член с 1966) Ученого Совета геологического факультета МГУ.
- Член специализированных советов при МГУ и ВHИГHИ.
- Главный редактор журнала «Вестник Московского университета». Серия Геология (1993).
- Член редколлегий журналов Стратиграфия, Геологическая корреляция, Бюллетень МОИП, Геология, Отечественная геология.

## Память
Именем Б. А. Соколова назван вид брахиопод (Палеонтол. журн. 1975. № 3. С. 72).